# بطولة العالم للدراجات على المضمار 2003
بطولة العالم للدراجات على المضمار 2003 هي الدورة ال100 من بطولة العالم للدراجات على المضمار، أجريت في شتوتغارت، ألمانيا.

## النتائج النهائية
| المسابقة                                      | ذهبية                                                                   | فضية                                                                        | برونزية                                                                |
| --------------------------------------------- | ----------------------------------------------------------------------- | --------------------------------------------------------------------------- | ---------------------------------------------------------------------- |
| الرجال                                        |                                                                         |                                                                             |                                                                        |
| السرعة الفردية                                | Laurent Gané (FRA)                                                      | Jobie Dajka (AUS)                                                           | رينيه وولف (GER)                                                       |
| سباق الكيلو متر ضد الساعة                     | Stefan Nimke (GER)                                                      | شين كيلي (AUS)                                                              | أرنو تورنانت (FRA)                                                     |
| سباق المطاردة الفردية                         | برادلي ويغينز (المملكة المتحدة)                                         | لوك روبرتس (أستراليا)                                                       | سيرجي إسكوبار (إسبانيا)                                                |
| سباق المطاردة الفرقية                         | غرايم براون · بيتر داوسون (دراج) · بريت لانكستر · لوك روبرتس · أستراليا | بريان ستيل · برادلي ويغينز · بول مانينغ (دراج) · روب هيلس · بريطانيا العظمى | Franck Perque · Fabien Sanchez · جيروم نوفيل · Fabien Merciris · فرنسا |
| سباق الخدش - السكراتش                         | فرانكو مارفولي (SUI)                                                    | Robert Sassone (FRA)                                                        | جان بيير فان زيل (RSA)                                                 |
| السرعة الفردية للفرق                          | Carsten Bergemann · ينس فيدلر · رينيه وولف · ألمانيا                    | ميكائيل بورجين · Laurent Gané · أرنو تورنانت · فرنسا                        | كريس هوي · كريغ ماكلين · جيمي ستاف · بريطانيا العظمى                   |
| السرعة الفردية بالترادف (بالإنجليزية: tandem)‏ |                                                                         |                                                                             |                                                                        |
| السباق الأمريكي (ماديسون)                     | فرانكو مارفولي · برونو ريسي · سويسرا                                    | جريج هندرسون · هايدن رولستون · نيوزيلندا                                    | والتر بيريز (الدراج) · Juan Esteban Curuchet · الأرجنتين               |
| سباق مطاردة الدراجة النارية للهواة            |                                                                         |                                                                             |                                                                        |
| سباق مطاردة الدراجة النارية للمحترفين         |                                                                         |                                                                             |                                                                        |
| الكيرين                                       | Laurent Gané (FRA)                                                      | Jobie Dajka (AUS)                                                           | باري فورد (BAR)                                                        |
| سباق النقاط                                   | Franz Stocher (AUT)                                                     | جوان يانيراس (ESP)                                                          | جوس برونك (NED)                                                        |
| سباق الأومنيوم                                |                                                                         |                                                                             |                                                                        |
| السيدات                                       |                                                                         |                                                                             |                                                                        |
| السرعة الفردية                                | سفيتلانا جرانكوفسكايا (RUS)                                             | ناتاليا تسيلينسكايا (BLR)                                                   | نانسي كونتريراس (MEX)                                                  |
| سباق 500 متر ضد الساعة                        | ناتاليا تسيلينسكايا (3) (BLR)                                           | نانسي كونتريراس (MEX)                                                       | Jiang Cuihua (CHN)                                                     |
| سباق المطاردة الفردية                         | ليونتين فان مورسل (NED)                                                 | كاتي ماكتير (AUS)                                                           | أولغا سليوساريفا (RUS)                                                 |
| سباق المطاردة الفرقية                         |                                                                         |                                                                             |                                                                        |
| سباق الخدش - السكراتش                         | أولغا سليوساريفا (RUS)                                                  | خايمي نيلسن (AUS)                                                           | Adrie Visser (NED)                                                     |
| السرعة الفردية للفرق                          |                                                                         |                                                                             |                                                                        |
| الكيرين                                       | سفيتلانا جرانكوفسكايا (RUS)                                             | آنا مارس (AUS)                                                              | أوكسانا جريشينا (RUS)                                                  |
| سباق النقاط                                   | أوكسانا جريشينا (RUS)                                                   | Edita Kubelskienė (LTU)                                                     | يوانكا غونزاليس (CUB)                                                  |
| سباق الأومنيوم                                |                                                                         |                                                                             |                                                                        |